# NGC 2843
NGC 2843 is een lensvormig sterrenstelsel in het sterrenbeeld Kreeft. Het hemelobject werd op 21 maart 1784 ontdekt door de Duits-Britse astronoom William Herschel.

## Synoniemen
- PGC 26414